# Слобідка (Обухівський район)
Слобі́дка (до 1946 року — Германівська Слобідка або Германівська Слобода) — село в Україні, в Обухівській міській територіальній громаді Обухівського району Київської області.
Розташоване в долині річки Красна, що впадає у Дніпро. Межує з селами Германівка, Григорівка та Матяшівка. За три кілометри від центру проходить автомобільний тракт Київ — Біла Церква.

## Населення
Станом на 1900 рік в селі налічувалося 538 дворів та 2 968 мешканців, з них 1 498 чоловіків та 1 469 жінок.
Відповідно до результатів перепису населення України 2001 року, кількість мешканців села становила 1576 осіб.

## Історія
Село було засноване в 1685 році, вихідцями з містечка Германівки, звідки й тодішня назва села — Германівська Слобода. Біля села виявлено поселення ранньоукраїнської черняхівської культури, навколо села розміщуються 48 курганів.
Під час Хмельниччини увійшла до складу Германівської козацької сотні Білоцерківського полку. Навколо Германівської Слободи тривали бої під керівництвом Богдана Хмельницького проти польської корони. У 1656 року, за універсалом Богдана Хмельницького, Германівська Слобода передана Трипільському маєтку Києво-Печерської лаври. У 1728 році закладена церква в ім'я Покрови Пресвятої Богородиці, на місці якої зараз розташований музей. Нова Покровська церква в селі побудована в 1991 року[джерело?].
У 1798 році у Германівській Слободі жив 1031 корінний селянин згідно опису села (536 чоловіків і 495 жінок). Чиншевої шляхти жило 55 осіб (25 і 30 відповідно чоловіків і жінок), 11 духовних осіб (6 і 5 відповідно)[джерело?].
В 1900 році — власницьке село в складі Германівської волості Київського повіту Київської губернії. Відстань до повітового центру, м. Київ, становила 60 верст, до волосної управи в міст. Германівка, де знаходилась також найближча поштово-телеграфна та земська поштові станції — 2 версти, до найближчої залізничої станції, у Василькові, 39 верст, до пароплавної станції «Трипілля» — 23 версти. Головним заняттям мешканців було рільництво, застосувалась трипільна система обробітку, окремі селяни підробляли в Києві. Із 3 625 десятин землі, 1 699 дес. належали поміщикам, 1 884 дес. — селянам і 38 дес. — церквам. Селом володіла поміщиця Ольга Василівна Толлі, орендував землі Андрій Степанович Савченко. Село мало православну церкву, однокласну народну школу, державну винну лавку, водяний та десять вітрових млинів, дві кузні, дві хлібні комори, пожежну частину, що налічувала чотири бочки, чотири гачки та багри
.
До 2020 року село входило до складу Краснослобідської сільської ради Обухівського району Київської області, територію та населені пункти котрої, відповідно до розпорядження Кабінету Міністрів України № 715-р від 12 червня 2020 року «Про визначення адміністративних центрів та затвердження територій територіальних громад Київської області», було включено до складу Обухівської міської територіальної громади Обухівського району Київської області.
19 вересня 2024 року Верховна Рада підтримала перейменування села Красна Слобідка на Слобідка. 26 вересня 2024 року перейменування набуло чинності.

## Відомі люди
- Кабанець Микола Миколайович (1973—2015) — солдат Збройних сил України, учасник російсько-української війни.
- Крижанівський Олег Прокопович (1944—2010) — український вчений, доктор історичних наук, професор кафедри стародавнього світу та історії середніх віків КНУ ім. Т. Г. Шевченка, заслужений працівник освіти України.